# Lugnås landskommun
Lugnås landskommun var en tidigare kommun i dåvarande Skaraborgs län.

## Administrativ historik
När 1862 års kommunalförordningar trädde i kraft inrättades i Sverige cirka 2 500 kommuner. Huvuddelen av dessa var landskommuner (baserade på den äldre sockenindelningen), vartill kom 89 städer och åtta köpingar. 
I Lugnås socken i Kinne härad i Västergötland inrättades då denna kommun. Vid kommunreformen 1952 bildade den storkommun genom sammanläggning med den tidigare kommunerna Bredsäters landskommun och Björsäters landskommun. 
År 1971 upplöstes den och Lugnås landskommun överfördes till Mariestads kommun.
Kommunkoden 1952-1970 var 1640.

### Kyrklig tillhörighet
I kyrkligt hänseende tillhörde kommunen Lugnås församling. Den 1 januari 1952 tillkom Björsäters församling och Bredsäters församling.

## Geografi
Lugnås landskommun omfattade den 1 januari 1952 en areal av 111,97 km², varav 110,05 km² land.

### Tätorter i kommunen 1960
I Lugnås landskommun fanns den 1 november 1960 ingen tätort. Tätortsgraden i kommunen var då alltså 0,0 procent.

## Politik

### Mandatfördelning i valen 1950-1966
| 7 | 7 | 7 | 4 |

| 21 | 4 |

| 8 | 6 | 7 | 4 |

| 23 |

| 7 | 8 | 5 | 5 |

| 23 |

| 8 | 8 | 5 | 4 |

| 23 |

| 6 | 8 | 5 | 2 | 4 |

| 22 |